# Bradley McGee

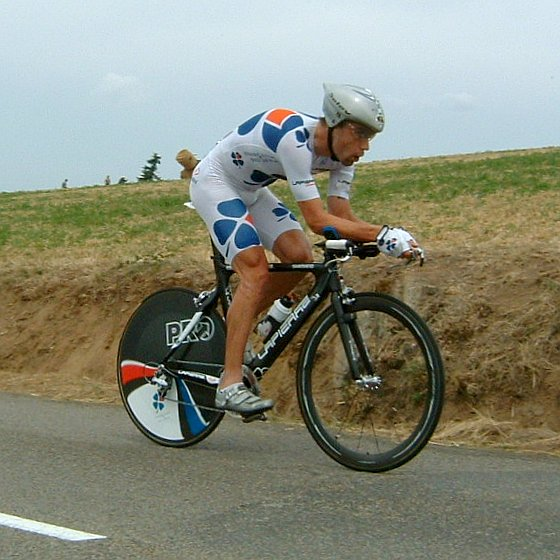
Bradley McGee

Bradley McGee (Sydney, 24 februari 1976) is een Australisch voormalig baan- en wegwielrenner.

## Biografie
McGee begon zijn loopbaan als baanrenner. Zo werd hij in 1994 wereldkampioen achtervolging bij de junioren en behaalde hij diverse medailles in die discipline bij de Gemenebestspelen. McGee werd in 1998 prof bij La Française des Jeux. Dankzij zijn kwaliteiten als baanrenner was hij op de weg een specialist in, kortere, tijdritten en kon hij ook vrij goed sprinten. Verder toonde hij zich vaak voorin in het laag- en middelgebergte.
In zijn tweede jaar als prof won hij onder meer de proloog en een etappe in de Ronde van de Toekomst, maar McGee begon vooral in 2001 op te vallen, met etappewinst in de Midi Libre en de Route du Sud. Een jaar later won hij een etappe in de Ronde van Frankrijk en de proloog in de Dauphiné Libéré. In 2003 won McGee de proloog in de Tour en droeg hij drie dagen de gele trui. Ook won hij toen een etappe in de Ronde van Zwitserland.
2004 leek een goed jaar voor McGee te worden, met proloogwinst in de Ronde van Italië en de Ronde van Romandië, alsmede eindwinst in de Route du Sud. In de Tour moest hij echter na vijf dagen opgeven. Zijn grootste successen in 2005 waren een nieuwe etappezege in de Ronde van Zwitserland en proloogwinst in de Ronde van Spanje.
Bij de Olympische Spelen van 2004 won hij goud op de ploegenachtervolging en zilver op de individuele achtervolging, waar hij vier jaar eerder al brons had gewonnen.
In oktober 2008 stopte "Brad" als profrenner. De laatste drie jaren van zijn actieve profcarrière stonden in het teken van blessures. 2006 werd een rampjaar door een val in het voorseizoen, waardoor hij moest opgeven in de Giro en verstek moest laten gaan in de Tour. In 2007 werd zijn seizoen bedorven door een hernia. Desondanks maakte hij na tien seizoenen bij La Française des Jeux de overstap naar Team CSC. Dit doorbrak echter niet de cirkel van blessures. In 2008 kwam hij ten val tijdens de Giro, wat opnieuw tegenslag voor hem betekende. Na de beëindiging van zijn profcarrière werd McGee ploegleider bij Team Saxo Bank, waarmee hij stopte in 2011.

## Palmares

### Baanwielrennen
| Jaar       | AK                                             | OK                                   | WK                                      | Overige                                                               |
| Als junior | Als junior                                     | Als junior                           | Als junior                              | Als junior                                                            |
| ---------- | ---------------------------------------------- | ------------------------------------ | --------------------------------------- | --------------------------------------------------------------------- |
| 1993       | achtervolging · ploegenachtervolging           |                                      | achtervolging · puntenkoers             |                                                                       |
| 1994       | achtervolging · ploegenachtervolging · scratch |                                      | achtervolging · ploegenachtervolging    |                                                                       |
| Als elite  |                                                |                                      |                                         |                                                                       |
| 1994       |                                                |                                      |                                         | Gemenebestspelen: · achtervolging · ploegenachtervolging              |
| 1995       | achtervolging · ploegenachtervolging           |                                      | ploegenachtervolging · 8e achtervolging |                                                                       |
| 1996       |                                                |                                      |                                         | Olympische Spelen: · achtervolging · ploegenachtervolging             |
| 1997       | achtervolging · ploegenachtervolging           |                                      |                                         | WB Quatro Sant'Elana: · achtervolging                                 |
| 1998       |                                                |                                      |                                         | Gemenebestspelen: · achtervolging · ploegenachtervolging              |
| 1999       |                                                | achtervolging · ploegenachtervolging |                                         | WB Fiorenzuola 6e achtervolging                                       |
| 2000       |                                                |                                      |                                         | Olympische Spelen: · achtervolging · 5e ploegenachtervolging          |
| 2001       |                                                |                                      |                                         |                                                                       |
| 2002       |                                                |                                      | achtervolging                           | WB Sydney: · ploegenachtervolging · Gemenebestspelen: · achtervolging |
| 2003       |                                                |                                      |                                         | WB Sydney: · koppelkoers                                              |
| 2004       |                                                |                                      |                                         | Olympische Spelen: · ploegenachtervolging · achtervolging             |
| 2005       |                                                |                                      |                                         |                                                                       |
| 2006       |                                                |                                      |                                         |                                                                       |
| 2007       |                                                |                                      |                                         | WB Manchester: · achtervolging                                        |
| 2008       |                                                |                                      | ploegenachtervolging · 5e achtervolging | Olympische Spelen: 4e ploegenachtervolging 9e achtervolging           |

### Wegwielrennen
2001
4e etappe GP du Midi-Libre
2e etappe deel B Route du Sud
2002
Proloog Dauphiné Libéré
7e etappe Ronde van Frankrijk
2003
8e etappe Ronde van Zwitserland
Proloog Ronde van Frankrijk
6e etappe Ronde van Nederland
2004
Proloog Ronde van Romandië
Proloog Ronde van Italië
3e etappe en eindklassement Route du Sud
2005
3e etappe en puntenklassement Ronde van Zwitserland
Grand Prix de Villers-Cotterêts

#### Resultaten in voornaamste wedstrijden
| Jaar | Ronde van Italië | Ronde van Frankrijk | Ronde van Spanje |
| ---- | ---------------- | ------------------- | ---------------- |
| 1998 |                  |                     |                  |
| 1999 |                  |                     |                  |
| 2000 | 127e (laatste)   |                     |                  |
| 2001 |                  | 83e                 |                  |
| 2002 |                  | 109e (1)            |                  |
| 2003 |                  | 133e (1)            |                  |
| 2004 | 8e (1)           | buiten tijd         |                  |
| 2005 |                  | 105e                | opgave           |
| 2006 | opgave           |                     |                  |
| 2007 |                  |                     | opgave           |
| 2008 | opgave           |                     |                  |

| Jaar | Milaan-San Remo | Ronde van Vlaanderen | Amstel Gold Race | Luik-Bast.‑Luik | Ronde van Lombardije | Waalse Pijl |  | WK op de weg |
| ---- | --------------- | -------------------- | ---------------- | --------------- | -------------------- | ----------- |  | ------------ |
| 1998 |                 |                      |                  | opgave          | opgave               |             |  | opgave       |
| 1999 |                 |                      |                  |                 |                      |             |  | opgave       |
| 2000 | opgave          |                      |                  |                 |                      |             |  |              |
| 2001 |                 |                      |                  |                 |                      |             |  |              |
| 2002 |                 |                      |                  |                 |                      |             |  | opgave       |
| 2003 |                 |                      |                  | opgave          |                      |             |  |              |
| 2004 | 93e             | opgave               | opgave           |                 |                      | 95e         |  |              |
| 2005 | 65e             |                      |                  |                 |                      | 20e         |  |              |
| 2006 | 110e            |                      | opgave           |                 |                      | 139e        |  | opgave       |
| 2007 |                 |                      |                  |                 |                      |             |  |              |
| 2008 |                 |                      |                  |                 |                      |             |  |              |

## Ploegen
- 1998 –  La Française des Jeux
- 1999 –  La Française des Jeux
- 2000 –  La Française des Jeux
- 2001 –  La Française des Jeux
- 2002 –  La Française des Jeux
- 2003 –  Fdjeux.com
- 2004 –  Fdjeux.com
- 2005 –  La Française des Jeux
- 2006 –  La Française des Jeux
- 2007 –  La Française des Jeux
- 2008 –  Team CSC-Saxo Bank

1908: Jones, Kingsbury, Meredith, Payne ·
1920: Magnani, Carli, Ferrario, Giorgetti ·
1924: De Martini, Dinale, Menegazzi, Zucchetti ·
1928: Facciani, Gaioni, Lusiani, Tasselli ·
1932: Pedretti, Borsari, Cimatti, Ghilardi ·
1936: Nizerhy, Charpentier, Goujon, Lapébie ·
1948: Decanali, Adam, Blusson, Coste ·
1952: Morettini, Campana, de Rossi, Messina ·
1956: Gasparella, Domenicali, Faggin, Gandini ·
1960: Vigna, Arienti, Testa, Vallotto ·
1964: Streng, Claesges, Henrichs, Link ·
1968: Lyngemark, Olsen, Asmussen, Jensen ·
1972: Schumacher, Colombo, Haritz, Hempel ·
1976: Vonhof, Braun, Lutz, Schumacher ·
1980: Manakov, Movtsjan, Ossokin, Petrakov ·
1984: Grenda, Turtur, Nichols, Woods ·
1988: Jekimov, Kasputis, Neljoebin, Oemaras ·
1992: Fulst, Glöckner, Lehmann, Steinweg ·
1996: Capelle, Ermenault, Monin, Moreau ·
2000: Fulst, Bartko, Becke, Lehmann ·
2004: Brown, McGee, Lancaster, Roberts ·
2008: Clancy, Manning, Thomas, Wiggins · 
2012: Burke, Clancy, Kennaugh, Thomas · 
2016: Burke, Clancy, Doull, Wiggins · 
2020: Consonni, Ganna, Lamon, Milan · 
2024:  Bleddyn, Welsford, Leahy, O'Brien
Wielerploegen van Bradley McGee
Berzin ·
Bouyer ·
Casper ·
D'Hont ·
Gianetti ·
Guesdon ·
Heulot ·
Horner ·
Jan ·
Ledanois ·
Magnien ·
McGee ·
Mengin ·
Morelle ·
Morin ·
D. Nazon ·
J-P. Nazon ·
Peron ·
Perque ·
Sciandri ·
Vanzella ·
Vogondy ·
Fritsch (stagiair) ·
Parent (stagiair) ·
Tessier (stagiair) 
Bassons ·
Bouyer ·
Casper ·
D'Hont ·
Guesdon ·
Heulot ·
Horner ·
Jan ·
Ledanois ·
Magnien ·
McGee ·
Mengin ·
Michaelsen ·
Morin ·
D. Nazon ·
J-P. Nazon ·
Perque ·
Robin ·
Saugrain ·
Sciandri ·
Tessier ·
Vogondy ·
Bodo (stagiair) ·
Casar (stagiair) ·
Lhuiller (stagiair) 
Casar ·
Casper ·
D'Hont ·
Fritsch ·
Guesdon ·
Guidi ·
Gwiazdowski ·
Heulot ·
Høj ·
Jan ·
Ledanois ·
Magnien ·
McGee ·
Mengin ·
Michaelsen ·
Montgomery ·
Nazon ·
Perque ·
Saugrain ·
Schnider ·
Tessier ·
Vogondy ·
Bodo (stagiair) ·
Kern (stagiair) ·
Lhuiller (stagiair) 
Bodo ·
Casar ·
Casper ·
D'Hont ·
Durand ·
Fritsch ·
Guesdon ·
Gwiazdowski ·
Ledanois ·
Lhuiller ·
Magnien ·
McGee ·
Mengin ·
Montgomery ·
Nazon ·
Perque ·
Schnider ·
Vogondy ·
Alberts (stagiair) ·
Bonnet (stagiair) ·
Dumoulin (stagiair)
Bodo ·
Casar ·
Casper ·
Cooke ·
Da Cruz ·
Durand ·
Fritsch ·
Guesdon ·
Lhuiller ·
McGee ·
Mengin ·
Nazon ·
Pencolé ·
Perque ·
Robin ·
Vogondy ·
Wiggins ·
Wilson ·
Bichot (stagiair) ·
Gilbert (stagiair) ·
Vaugrenard (stagiair)
Casar ·
Casper ·
Cooke ·
Da Cruz ·
Derepas ·
Durand ·
Eisel ·
Fritsch ·
Gilbert ·
Guesdon ·
Lhuiller ·
McGee ·
Mengin ·
Pichon ·
Robin ·
Roy ·
Sanchez ·
Vaugrenard ·
Vogondy ·
Wiggins ·
Wilson ·
Gérard (stagiair) ·
Renshaw (stagiair) ·
Vaillant (stagiair)
Bichot ·
Casar ·
Cooke ·
Da Cruz ·
Derepas ·
Eisel ·
Fritsch ·
Gilbert ·
Guesdon ·
Löfkvist ·
McGee ·
Mengin ·
Mourey ·
Renshaw ·
Robin ·
Roy ·
Sanchez ·
Vaugrenard ·
Vogondy ·
Wilson ·
Gérard (stagiair) ·
Humbert (stagiair) ·
Perche (stagiair) 
Auger ·
Bichot ·
Casar ·
Cooke ·
Da Cruz ·
Delage ·
Detilloux ·
Di Grégorio ·
Eisel ·
Finot ·
Gérard ·
Gilbert ·
Guesdon ·
Jégou ·
Löfkvist ·
McGee ·
McLeod ·
Mengin ·
Monnerais ·
Mourey ·
Renshaw ·
Roy ·
Sanchez ·
Vaugrenard ·
Veikkanen ·
Wilson ·
Drujon (stagiair) ·
Jeandesboz (stagiair) ·
Patanchon (stagiair) 
Auger ·
Bichot ·
Casar ·
Da Cruz ·
Delage ·
Detilloux ·
Di Grégorio ·
Eisel ·
Finot ·
Gérard ·
Gilbert ·
Guesdon ·
Jégou ·
Joly ·
Ladagnous ·
Larsson ·
Leblacher ·
Löfkvist ·
McGee ·
McLeod ·
Mengin ·
Monnerais ·
Mourey ·
Patanchon ·
Roy ·
Vaugrenard ·
Veikkanen ·
Cherel (stagiair) ·
Gudsell (stagiair) ·
Jeandesboz (stagiair) 
Auger ·
Casar ·
Chavanel ·
Cherel ·
Da Cruz ·
Delage ·
Detilloux ·
Di Grégorio ·
Gérard ·
Gilbert ·
Gudsell ·
Guesdon ·
Jégou ·
Joly (tot 30/06) ·
Ladagnous ·
Lindgren ·
Löfkvist ·
Marichal ·
McGee ·
McLeod ·
Mengin ·
Monnerais ·
Mourey ·
Patanchon ·
Roy ·
Vaugrenard ·
Veikkanen ·
Demaret (stagiair) ·
Offredo (stagiair) ·
Roux (stagiair) 
Arvesen ·
Bak ·
Blaudzun · 
Bøchman ·
Breschel ·
Cancellara     ·
Cuesta ·
Goss ·
Haedo ·
Hoestov ·
Johansen (tot 30/04) ·
Julich ·
Klostergaard ·
Kolobnev ·
Kroon ·
Larsson ·
Ljungqvist ·
Lund ·
McCartney ·
McGee · 
O'Grady ·
Sastre ·
A. Schleck ·
F. Schleck ·
C. A. Sørensen ·
N. Sørensen · 
Steensen ·
Van Goolen ·
Voigt ·
Bellis (stagiair) ·
Didier (stagiair) · 
Fuglsang (stagiair)